# Felicja Kaszowska
Felicja Kaszowska-Krotowska, właściwie Felicja Grutzhandler, ps. Gilbert (ur. 12 maja 1867 w Warszawie, zm. 18 lipca 1951 w Bielsku-Białej) – polska śpiewaczka (sopran) związana z zespołem Metropolitan Opera w Nowym Jorku. Znana z ról w operach Richarda Wagnera. Realizowała zarówno partie koloraturowe, jak i dramatyczne.

## Życiorys
Jej nauczycielem śpiewu był Wilhelm Troschel. W latach 1885–1886 studiowała w Konserwatorium Wiedeńskim w klasie Johanna Gänsbachera, następnie zaś w Warszawie u Elżbiety Rzebiczkowej. Debiutowała 18 maja 1887 na scenie Opery Warszawskiej rolą Alicji w inscenizacji Roberta Diabła Giacomo Meyerbeera. W latach 1887–1888 pobierała nauki w Paryżu u Manuela Garcíi i Jana Reszke, w Mediolanie u Giovanniego Battisty Lampertiego oraz Juliusa Stockhausena. 28 listopada 1888 zadebiutowała w Metropolitan Opera rolą Urbana w Hugonotach Meyerbeera. W latach 1891–1892 była częścią stałego zespołu tego teatru. W 1893 odbyła trasę koncertową z Bostońską Orkiestrą Filharmoniczną pod dyrekcją Arthura Nikischa, po czym wróciła do Europy jako sławna śpiewaczka. W 1916 dzięki wspólnym staraniom Kaszowskiej, Aleksandra Michałowskiego oraz Stanisława Barcewicza dokonano otwarcia Konserwatorium Warszawskiego. Po zakończeniu działalności koncertowej zamieszkała w Wiedniu, gdzie uczyła śpiewu. Krótko przed wybuchem II wojny światowej zamieszkała w Bielsku-Białej. W czasie okupacji przebywała w Warszawie, a od 1945 ponownie w Bielsku-Białej. Zmarła  w Bielsku-Białej i tamże została pochowana na Cmentarzu Ewangelickim. W 1952 r. Jej grobowiec ozdobiła piękna płaskorzeźba – portret.